# ベアトリッツ・デ・ディア
ベアトリッツ・デ・ディア（ベアトリス・ド・ディア、オック語：Beatritz de Dia, またはディア伯爵夫人、Comtessa de Diá、生年：12世紀頃）は、プロヴァンスのトロバイリッツ（女性のトルバドゥール）。ディア伯爵イゾアール2世の娘（ディアは現在のフランス南部プロヴァンスのドローム県にある町）。ベアトリッツのヴィーダ（伝記）によると、ヴィエンヌ伯爵ギエム（もしくはギレム）・デ・ポワチエと結婚したが、ベアトリッツが愛していたのはラインバウト・ダウレンガだったらしい。オック語で書かれたベアトリッツの歌『嫌なことでも歌わなければ A chantar m'er de so qu'eu no volria 』は、無傷のまま現存している、女性トルバドゥールの唯一のカンソである。
現存している詩
Ab joi et ab joven m'apais
A chantar m'er de so qu'ieu non volria
Estât ai en greu cossirier
Fin ioi me don'alegranssa

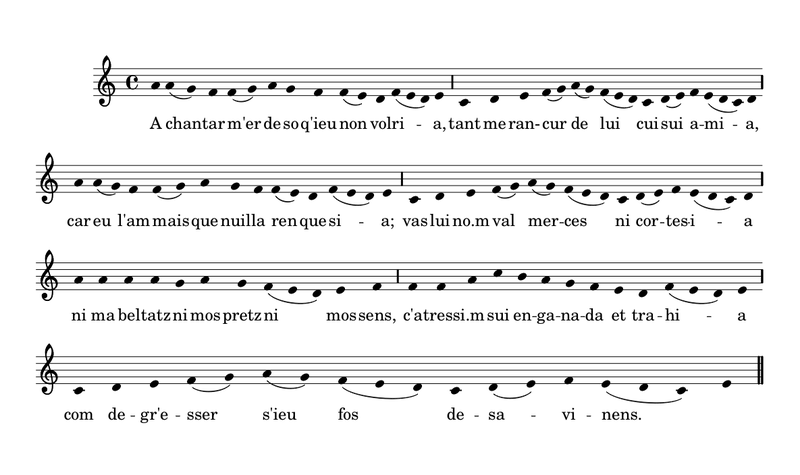
最新の表記法による「A chantar」（最初の韻文のみ）

ドイツの作家イルムトラウト・モルクナー（Irmtraud Morgner）の『Leben und Abenteuer der Trobadora Beatriz nach Zeugnissen ihrer Spielfrau Laura』（1974年）はベアトリッツを題材としたものである。